# 音便
音便（おんびん）とは、日本語の歴史上において、発音の便宜によって語中・語末で起こった連音変化のことをいう。国語史・音韻論・形態論的に多様な現象を含んでいる。
なお、本項では以下のような書き方にそって解説している。
- 用例では、音便化を生じた音を太字で表した。 また後続音が濁音化した場合、あわせて太字とした。
- 現代では使われない歴史上の例には † を、共通語では使われない方言上の例には ‡ を添えた。
- 動詞などの活用の種類は必要に応じて 「標準的な現代文法上の活用種類名（古典文法上の活用種類名）」 の形で表現している。
- いわゆる発音記号を用いる場合、歴史上の唇音的なハ行音 [ɸ] は h として表記している。

## 概要
音便とは、単語中の1音（1音節）が別の音に変化する現象である。
変化後の音が「ウ」 「イ」 「ン」 「ッ」であるものを、それぞれ、ウ音便、イ音便、撥音便、促音便と呼んでいる。語頭に現れることはなく、語中または動詞や形容詞の活用語尾にのみ起こる。音便化が生じても、モーラの長さは保存される。
各音便の性質として、以下のような事項を挙げることができる。
- ウ音便と撥音便とは互いに親和的な関係にある。すなわち、ウ音便を生じる環境では撥音便形も呈することが比較的多く、逆もまた真。同様にして、イ音便と促音便も互いに親和的である。
- ウ音便、撥音便を生じるのはイ段、ウ段の音が多い。 濁音型（下記参照）では「ミ」 「ビ」 「ム」などがとくに多い。 ア段、エ段、オ段の例も少数あるが、変則的である。
- イ音便、促音便はもっぱらイ段音に生じる現象である。

### 「濁音型」の音便
鼻音（マ行音、ナ行音）、もしくは濁音（おもにバ行音とガ行音）が音便化する場合は、後続音の強制的な濁音化をともなう。
以下の文中ではこうしたタイプの音便を便宜上「濁音型」と呼んでいる。

## 歴史
歴史的には、各音便とも平安時代初期から音便化の例がある。 一説に、音便の生まれた背景には、大量に流入した漢字音の影響が強いという。
すべての音便が一斉に始まったわけではなく、音便の形態、音形によって出現時期には前後があるが、院政期頃には、現在知られている音便の多くが出揃っていたとされる。
ウ音便・イ音便は広く使われたが、撥音便・促音便は漢文の訓読や漢語での使用が中心であった。また、和歌においては、音便が使われた例はほとんど見かけない。

## 出現する場所による分類

### 活用語尾に現れる音便

#### 動詞の連用形＋「て」「た」など
「読んで」「読んだ」「読んだら」「読んだり」のように、五段動詞（四段動詞、ラ変動詞、ナ変動詞）の連用形が、語尾に「て」 「た （< たり < て-あり）」 「たら」、列挙の「たり」をとる際に起こる変化。 ※以下の用例では、煩雑を避けるため「て」のケースのみ示している。
語幹子音の種類によって、撥音便・イ音便・促音便のいずれも起こり、方言ではウ音便になる場合もある。 
以下の文中では、便宜上、この種類の音便を「動詞のテ・タ形」と呼ぶこととする。

#### 形容詞の連体形・終止形
形容詞の連体形の語尾はもと「-き」「-しき」の形だったが、「高き → 高い」 「久しき → 久しい」のごとく、k 音の脱落を生じてイ音便化した。なお、終止形はもと「-し」であったが、その後、統辞の単純化により連体形「-い」と変わらぬ形を採用するに至った。

#### 形容詞の連用形
形容詞の連用形においても「‡高く → 高う」 「‡久しく → 久しう」のように k 音を落とす形があり、これもウ音便と呼んでいる。平安時代中期頃から中央（京都）では盛んに使われ、現在も西日本では広く行われる形である。
関東・東北などの方言では本来この形は使用しないが、東京山手方言および標準語では、敬語体系において近畿方言の強い影響を受けたため、「美しゅうございます」「うれしゅう存じます」のように「ございます」「存じます」に接続する場合に限ってウ音便を用いる。「辛うじて」 「全うする」など、固定された形で標準語に入り、広く使われている語彙もある。それ以外の標準語にないウ音便についても、日常生活やテレビを通じて、多くの日本人にとってはすでに聞き慣れた表現になっている。

#### 形容詞の「〜かった」など
形容詞の過去表現「高かった」、仮定表現「高かったら」、列挙表現「高かったり」などの形も促音便由来である。詳しくは促音便の節を参照。

### その他の音便
活用語尾ではない、名詞、動詞、形容詞、副詞などのいわゆる語幹の中にも音便は多数発生している。
活用語尾の音便とは違い、こうした音便は必ず後続音を必要とし、語末に現れることはない。

#### 漢熟語における「フ・ク・ツ・キ・チ」の促音化
漢字の入声韻尾、いわゆる「フクツキチ」については、漢熟語において、後続する漢字の語頭音によっては「合唱: ガフ + シャウ → ガッショー」「学会: ガク + クヮイ → ガッカイ」「切腹: セツ + フク → セップク」「一体: イチ + タイ → イッタイ」のように促音化する。これを（誤って）促音便と呼ぶ場合がある。

## 音形上の分類と用例

### ウ音便
「ウ」音に変化する音便をウ音便（ウおんびん）という。
ウ音便化の結果生じた二重母音はその後の音変化を経て、現代語では直音化しているのが普通である。

#### 濁音型のウ音便
- 「香（か）-美（くは）し」　カグハシ → カウバシ → コーバシイ 「香ばしい」[注釈 9]
- 「日向」　ヒムカ → ヒウガ → ヒューガ
- 「髪-掻き」　カミカキ → カウガイ → コーガイ 「笄」[注釈 10]
- 「中-人」　ナカビト → ナカウド → ナコード 「仲人」
- 「醸し」　カモシ → カウジ → コージ 「麹」
- 「手-水」　テミヅ → テウヅ → チョーズ

方言として、中国地方・四国・九州の一部でマ行・バ行の五段動詞（四段動詞）のテ・タ形にも同様の音便が見られる地域がある。狂言のセリフなどにも見られる形である。
- ‡ 「読み-て」　ヨミテ → ヨウデ → ヨーデ
- ‡ 「呼び-て」　ヨビテ → ヨウデ → ヨーデ

#### ハ行、カ行等のウ音便
後続音の濁音化をともなわない例。散発的にいくつかの例が見られる。
- 「白-人」　シロヒト → シロウト → シロート 「素人」
- 「箒き」　ハハキ → ハウキ → ホーキ 「箒」[注釈 11]
- 「申す」　マヲス → マウス → モース 「申す」[注釈 11]

方言では、西日本の多くの地域において、ワ行五段動詞（ハ行四段動詞）のテ・タ形、および形容詞の連用形でウ音便が広く使われている。
- ‡ 「言ひ-て」　イヒテ → イウテ → ユーテ 「言うて」
- ‡ 「早く」　ハヤク → ハヤウ → ハヨー 「早う」
- ‡ 「久しく」　ヒサシク → ヒサシウ → ヒサシュー 「久しゅう」

また上記の「言うて」と同じ現象が、ワ行五段動詞のごく一部に限って標準語にも定着している。
ワ行五段動詞のテ・タ形は標準語において、大半のケースでは促音便の形をとるが、とりわけ「問う」「請う」については、促音便形（「*問って」「*請って」）を見かけることはほとんどないといってよい。
- 「問ひ-て」　トヒテ → トウテ → トーテ 「問うて」
- 「請ひ-て」　コヒテ → コウテ → コーテ 「請うて」
- 「厭ひ-て」　イトヒテ → イトウテ → イトーテ 「厭うて」

なお、「言ふ　イフ → イウ」のごとき「フ → ウ」の変化は通常ウ音便とは呼ばない。 これは、ハ行転呼と呼ばれるより単純な原理で説明できてしまうからである。

### 撥音便
「ン」音に変化する音便を撥音便（はつおんびん）という。
撥音便は語末には立たず、必ず後続音を必要とする。
なお、「ん」の字が発明され普及したのは近世以降であり、したがって、それ以前の文献に撥音便が現れる場合は、「む」と表記されるか、あるいは撥音を無視して書かれていることに注意が必要である。 「ひむかし（ヒンガシ）」 「ふむた（フンダ）」 「はへなり（ハベンナリ）」 「さへきなめり（サンベキナンメリ）」など。

#### 濁音型の撥音便
- 「香（か）-美（くは）し」　 カグハシ → カンバシ → カンバシイ 「芳しい」[注釈 9]
- 「日-向か-し」　ヒムカシ → ヒンガシ → ヒガシ 「東」
- 「髪-挿し」　カミサシ → カンザシ 「簪」
- 「商人」 アキビト → アキンド
- 「墨-擦り」　スミスリ → スンズリ → スズリ 「硯」
- 「文-板」　フミイタ → フミタ → フンダ → フダ 「札」
- 「踏み-つける」　フミツケル → フンヅケル 「踏んづける」

テ・タ形では、マ行、バ行の五段動詞（四段動詞）およびナ行五段動詞（ナ変動詞）で生じた。
- 「読み-て」　ヨミテ → ヨンデ 「読んで」
- 「呼び-て」　ヨビテ → ヨンデ 「呼んで」
- 「死に-て」　シニテ → シンデ 「死んで」

また古くは「†従ひ-て → シタガンデ」のようなハ行四段の撥音便の例も知られている。

#### 歴史上のラ行の撥音便
歴史上は、ラ変動詞「あり」「はべり」や、「あり」に由来する形容詞・形容動詞のカリ活用・ナリ活用の後に、助動詞「めり」「なり」「べし」などが来たとき、撥音便がおこることがあった。
「†侍る-なり → ハベンナリ」
「†盛りなり → サカンナリ」
「†しかる-なり → シカンナリ」
「†さる-べき-なる-めり → サンベキナンメリ」など。
また、
「†終はり-ぬる → ヲハンヌル」 「†去り-ぬ → サンヌ」のような「四段動詞＋ぬ」の例もあった。

### イ音便
「イ」音に変化する音便をイ音便（イおんびん）という。
標準語では、カ行、ガ行（すなわち「キ」「ギ」）において生じる。 ガ行の場合には後続音の濁音化をともなっている。
- 「月-立ち」　ツキタチ → ツイタチ 「朔日」
- 「埼玉」　サキタマ → サイタマ
- 「次-手」　ツギテ → ツイデ 「ついで」

五段動詞（四段動詞）のテ・タ形に現れるほか、形容詞の連体形（古語の連体形は現代語の終止形と成った）にも現れる。
- 「咲き-て」　サキテ → サイテ 「咲いて」
- 「急ぎ-て」　イソギテ → イソイデ 「急いで」
- 「高き」　タカキ → タカイ
- 「久しき」　ヒサシキ → ヒサシイ

方言として、中部地方以西の各地で、「‡ホカシテ → ホカイテ」（捨てて）のように、サ行五段動詞のイ音便化を行う場合がある。土佐弁では「‡ドーシテ → ドーイテ」「‡アシタ → アイタ」のごとく、活用しない語幹中にもサ行イ音便が多発する。
また西日本各地で、「‡セズテ → センデ → セイデ」（しないで）のように、否定の助動詞「ず」の連用形が撥音便を経てさらにイ音便化する場合がある。

### 促音便
イ段の音が「ッ」音（つまる音）に変化する音便を促音便（そくおんびん）という。
促音便はカ行、タ行、ラ行、ハ行の音（つまり「キ」 「チ」 「リ」 および 「ヒ」（現代の「イ」））に生じる現象であり、またその性質上、語末には立たず、後続の音はカ行、サ行、タ行、ハ行のいずれかである必要がある。
タ行、ラ行、ハ行の五段動詞（四段動詞、ラ変動詞）のテ・タ形に見られる。
- 「打ち-て」　ウチテ → ウッテ 「打って」
- 「言ひ-て」　イヒテ → イッテ 「言って」
- 「散り-て」　チリテ → チッテ 「散って」
- 「あり-て」　アリテ → アッテ 「あって」

また、カ行の五段動詞（四段動詞）のテ・タ形は通常イ音便化するのだが、例外的に「行く」だけは促音便の形をとる。
- 「行き-て」　イキテ → イッテ 「行って」

ラ変動詞の例「あって」 「あった」に類縁のものとして、形容詞の過去表現「高かった」などの形は、「あり」に由来する「カリ活用」（ただし、古語の「あり」は「たり」を接続することは出来ない。なぜなら、「あり」はラ行変格活用だから。現代語の「ある」は「たり」を接続することはできる）に、さらに「タリ （< て-あり）」の連体形「タル」が付いて促音便化し、更に語尾の「る」を落としたものである。 すなわち、「タカカリタル→ タカカッタル → タカカッタ」のごとき変化を経ていると考えられる。
また、「静かだった」のような形容動詞の過去表現も類例である。 ただしこちらはより時代が下って以降、「静かで＋あった」あるいは「静か＋だった」のごとき一種の再構成を経ている。つまり、静かにてありたる→静かにてあったる→静かにてあった→静かであった→静かだった
ほかの典型例として、動詞＋動詞の合成語中に見られることがある。 このタイプでは「シ」が促音便化した例も見られる。
この形のものには中世以降に生まれた比較的新しいものが多い。
- 「衝き-立てる」　ツキタテル → ツッタテル 「突っ立てる」
- 「掻き-攫ふ」　カキサラフ → カッサラウ 「かっさらう」
- 「とり-かへる」　トリカヘル → トッカエル 「とっかえる」
- 「追ひ-払ふ」　オヒハラフ → オッパラウ 「追っぱらう」
- 「差し-引く」　サシヒク → サッピク 「さっ引く」